# Miguel Ramírez
Miguel Ramírez Pérez, född 11 juni 1970 i Santiago, är en chilensk före detta fotbollsspelare. Under sin karriär spelade han 62 landskamper för Chile, bland annat tre matcher i VM 1998.

## Karriär
Miguel Ramírez startade sin karriär i Colo-Colo, där han vann ligan 1991 och 1993. Colo-Colo segrade även i Copa Libertadores 1991, Copa Interamericana 1991 och Recopa Sudamericana 1992, innan Ramírez lämnade klubben för Real Sociedad. Efter tio matcher i Spanien så spelade han en säsong i mexikanska Monterrey, innan Ramírez skrev på för Universidad Católica. Där vann han återigen ligan två gånger (1997, 2002), innan han återvände för att avsluta karriären i moderklubben Colo-Colo.

## Meriter

### Klubblag
Colo-Colo
- Primera División: 1991, 1993
- Copa Libertadores: 1991
- Copa Interamericana: 1991
- Recopa Sudamericana: 1992

Universidad Católica
- Primera División: 1997 (Apertura), 2002 (Apertura)

### Landslag
Chile
- Copa América
  - Brons: 1991